# Miðtindur
Miðtindur är en bergstopp i republiken Island. Den ligger i regionen Austurland, 400 km öster om huvudstaden Reykjavík. Toppen på Miðtindur är 896 meter över havet.
Runt Miðtindur är det mycket glesbefolkat, med 2 invånare per kvadratkilometer. Närmaste större samhälle är Neskaupstaður, omkring 17 kilometer sydost om Miðtindur. Trakten runt Miðtindur består i huvudsak av gräsmarker.